# FS ALe 883
Die Triebwagen der Baureihen ALe 883 der italienischen Ferrovie dello Stato (FS) waren leichte Elektrotriebwagen, die für den Einsatz im Nahverkehr und im Regionalverkehr bestimmt waren. Die 40 Triebwagen wurden zusammen mit den 20 dazu passenden Beiwagen Le 883 in den Jahren 1942 bis 1946 von Fiat, Ercole Marelli und Breda gebaut.

## Geschichte
Die elektrischen Triebwagen ALe 883 wurden Ende der 1930er Jahre entwickelt und basierten auf den Elektrotriebzügen ETR 200 sowie auf den Triebwagen ALe 790 und ALe 880. Während die ETR 200 aus drei betrieblich nicht trennbaren Wagen bestanden, sollten die ALe 883 Züge bilden, die im Betrieb getrennt werden konnten. Trotzdem war vorgesehen, dass meist zwei Triebwagen zusammen mit einem dazwischen eingestellten Beiwagen Le 883 verkehren würden. Aufgrund des Zweiten Weltkriegs verzögerte sich die Auslieferung in die 1940er Jahre.
Die ersten Einsätze erfolgten von Florenz aus in Richtung Bologna und Arezzo. Einige Einheiten waren nur kurz im Einsatz, weil sie während des Kriegs durch Bombenangriffe zerstört wurden. Drei Triebwagen und zwei Beiwagen waren nach dem Krieg nicht mehr auffindbar – wahrscheinlich wurden sie in andere Länder abtransportiert. Die Triebwagen 022 und 036 gelangten zusammen mit einem Beiwagen nach Jugoslawien und waren bis Ende der 1960er Jahre im Einsatz.
In den Nachkriegsjahren verkehrten die Züge hauptsächlich auf der Strecke Rom–Reggio Calabria und Mailand–Domodossola. Einige Züge verkehrten auch auf der damals neu elektrifizierten Bahnstrecke Aosta–Pré-Saint-Didier im Aostatal.
1953 erfolgte die Umstellung der Veltlinbahn und der Strecke Monza–Lecco von Drehstrombetrieb auf Betrieb mit 3000 Volt Gleichstrom. Um genügend passende Fahrzeuge für die Bedienung der Verbindungen Monza–Lecco–Sondrio und Colico–Chiavenna zu haben, wurden die Triebwagen den Depots Milano Centrale und Lecco zugeteilt. Sie wurden in den folgenden Jahren auf fast allen elektrifizierten Strecken in der Lombardei eingesetzt und stießen mit den Diensten Mailand–Salsomaggiore auch in die Emilia-Romagna vor. Nachdem einige Fahrzeuge in den 1960er Jahren ausrangiert wurden, konnten die Triebwagen auch zusammen mit moderneren Fahrzeugen wie ALe 540 und ALe 840 und deren Beiwagen im Einsatz gesehen werden. Anfang der 1980er Jahre wurden die verbliebenen ALe 883 dem Depot Lecco zugeteilt. Die letzten regulären Einsätze erfolgten Anfang der 1990er Jahre in Personenzügen auf der Strecke Lecco–Colico und für Personaltransporte zwischen Milano Smistamento und Milano Greco Pirelli. Einige Züge wurden an die Ferrovie Nord Milano (FNM) während Bauarbeiten am Bahnhof Busto Arsizio für den Inselbetrieb auf der Strecke Novara–Vanzaghello vermietet. Weitere Einheiten gingen mietweise an SATTI in Turin, wo sie auf der Strecke Turin–Ceres eingesetzt wurden. Die Miete bei SATTI endete 1994, bei FNM im Juli 1995. Die von der FNM gemieteten Fahrzeuge kehrten noch mit eigener Kraft ins Depot Lecco zurück, wurden dort aber umgehend abgebrochen.

## Erhaltene Fahrzeuge
Der Triebwagen ALe 883.007 ist zusammen mit dem Beiwagen Le 883.001 erhalten geblieben und gehören zur historischen Rollmaterialsammlung der FS-Stiftung. Der Beiwagen wurde 1999 von der Werkstatt des Depots Lecco aufgearbeitet, der Triebwagen in den Jahren 2004 bis 2006 in Cremona.